# Eliminatórias da Copa do Mundo FIFA de 2026 – CAF (Grupo I)
Esta página apresenta os resultados das partidas do Grupo I das eliminatórias africanas (CAF) para a Copa do Mundo FIFA de 2026.
O vencedor do grupo se classificará diretamente para a Copa do Mundo, e o segundo colocado poderá disputar o play-off para avançar a repescagem.

## Classificação
| Pos | Equipe                    | Pts | J | V | E | D | GP | GC | SG  | Classificado               |     |     |     |     |     |        |     |
| --- | ------------------------- | --- | - | - | - | - | -- | -- | --- | -------------------------- | --- | --- | --- | --- | --- | ------ | --- |
| 1   | Gana                      | 15  | 6 | 5 | 0 | 1 | 15 | 5  | +10 | Copa do Mundo FIFA de 2026 |     | —   | 1–0 | set | out | 4–3    | 5–0 |
| 2   | Madagascar                | 10  | 6 | 3 | 1 | 2 | 9  | 6  | +3  | Possível play-off          |     | 0–3 | —   | 0–0 | 2–1 | set    | set |
| 3   | Mali                      | 9   | 6 | 2 | 3 | 1 | 8  | 4  | +4  |                            |     | 1–2 | out | —   | set | 1–1    | 3–1 |
| 4   | Comores                   | 9   | 5 | 3 | 0 | 2 | 8  | 7  | +1  |                            | 1–0 | out | 0–3 | —   | 4–2 | 25 mar |     |
| 5   | República Centro-Africana | 5   | 6 | 1 | 2 | 3 | 8  | 13 | −5  |                            | out | 1–4 | 0–0 | set | —   | 1–0    |     |
| 6   | Chade                     | 0   | 5 | 0 | 0 | 5 | 1  | 14 | −13 |                            | set | 0–3 | out | 0–2 | out | —      |     |

## Partidas
| 17 de novembro de 2023 | Comores                                              | 4 – 2     | República Centro-Africana               | Stade de Moroni, Moroni             |
| 16:00 (UTC+3)          | M'Dahoma 29' · Youssouf 50' · Saïd 58' · Maolida 67' | Relatório | Abdallah 10' (g.c.) · Zahary 74' (g.c.) | Árbitro: CIV Ibrahim Kalilou Traore |

| 17 de novembro de 2023 | Gana           | 1 – 0     | Madagascar | Estádio Baba Yara, Kumasi                  |
| 16:00 (UTC+0)          | Williams 90+6' | Relatório |            | Público: 45 000 Árbitro: MAR Samir Guezzaz |

| 17 de novembro de 2023 | Mali                                    | 3 – 1     | Chade      | Stade du 26 Mars, Bamaco       |
| 19:00 (UTC+0)          | Doumbia 45' · Niakate 77' · Sissoko 81' | Relatório | Marius 53' | Árbitro: MRI Imtehaz Heeralall |

| 20 de novembro de 2023 | Chade | 0 – 3     | Madagascar                                  | Stade Municipal d'Oujda, Ujda (Marrocos)    |
| 20:00 (UTC+1)          |       | Relatório | Rakotoharimalala 10', 84' · Lapoussin 90+1' | Público: 3 000 Árbitro: ETH Tewodros Mitiku |

| 20 de novembro de 2023 | Mali        | 1 – 1     | República Centro-Africana | Stade du 26 Mars, Bamaco                      |
| 19:00 (UTC+0)          | Doumbia 76' | Relatório | Kondogbia 79'             | Público: 30 000 Árbitro: BDI Georges Gatogato |

| 21 de novembro de 2023 | Comores     | 1 – 0     | Gana | Stade de Moroni, Moroni              |
| 19:00 (UTC+3)          | Maolida 43' | Relatório |      | Árbitro: MRT Abdel Aziz Mohamed Bouh |

| 5 de junho de 2024 | República Centro-Africana | 1 – 0     | Chade | Stade Municipal d'Oujda, Ujda (Marrocos)     |
| 17:00 (UTC+1)      | Baboula 29'               | Relatório |       | Público: 1 300 Árbitro: MRI Patrice Milazare |

| 6 de junho de 2024 | Mali             | 1 – 2     | Gana                       | Stade du 26 Mars, Bamaco |
| 19:00 (UTC+0)      | K. Doumbia 45+1' | Relatório | Nuamah 58' · J. Ayew 90+4' | Árbitro: EGY Amin Omar   |

| 7 de junho de 2024 | Madagascar        | 2 – 1     | Comores             | Estádio FNB, Joanesburgo (África do Sul) |
| 18:00 (UTC+2)      | Raveloson 1', 66' | Relatório | Ben Nabouhane 90+4' | Árbitro: COD Jean-Jacques Ndala          |

| 10 de junho de 2024 | Gana                                 | 4 – 3     | República Centro-Africana | Estádio Baba Yara, Kumasi    |
| 19:00 (UTC+0)       | Ayew 6' (pen), 60', 69' · Fatawu 62' | Relatório | Mafouta 11', 41', 90'     | Árbitro: LBY Abdulrazg Ahmed |

| 11 de junho de 2024 | Madagascar | 0 – 0     | Mali | Estádio FNB, Joanesburgo (África do Sul) |
| 15:00 (UTC+2)       |            | Relatório |      | Árbitro: GAB Tanguy Mebiame              |

| 11 de junho de 2024 | Chade | 0 – 2     | Comores                         | Stade Municipal d'Oujda, Ujda (Marrocos) |
| 17:00 (UTC+1)       |       | Relatório | Maolida 59' · Ben Nabouhane 76' | Árbitro: SEN Adalbert Diouf              |

| 19 de março de 2025 | República Centro-Africana | 1 – 4     | Madagascar                                               | Estádio Larbi Zaouli, Casablanca (Marrocos) |
| 17:00 (UTC+1)       | Gambor 9'                 | Relatório | Raveloson 17', 21' · Randrianantenaina 49' · Lalaïna 89' | Árbitro: SEN Adalbert Diouf                 |

| 20 de março de 2025 | Comores | 0 – 3     | Mali                        | Estádio Municipal, Berkane (Marrocos)   |
| 22:00 (UTC+1)       |         | Relatório | Nene 20' · Doumbia 55', 63' | Árbitro: SDN Mahmood Ali Mahmood Ismail |

| 21 de março de 2025 | Gana                                                                 | 5 – 0     | Chade | Estádio Desportivo de Acra, Acra |
| 19:00 (UTC+0)       | Semenyo 2' · Williams 32' · Ayew 37' (pen) · Salisu 57' · Nuamah 69' | Relatório |       | Árbitro: LBY Ahmed Abdulrazg     |

| 24 de março de 2025 | República Centro-Africana | 0 – 0     | Mali | Estádio Larbi Zaouli, Casablanca (Marrocos) |
| 17:00 (UTC+1)       |                           | Relatório |      | Árbitro: MWI Godfrey Nkhakananga            |

| 24 de março de 2025 | Madagascar | 0 – 3     | Gana                        | Grand Stade d'Al Hoceima, Alucemas (Marrocos) |
| 20:00 (UTC+1)       |            | Relatório | Partey 11', 53' · Kudus 58' | Árbitro: SEN Issa Sy                          |

| 25 de março de 2025 | Comores  | 1 – 0     | Chade | Estádio Municipal, Berkane (Marrocos) |
| 22:00 (UTC+1)       | Saïd 24' | Relatório |       | Árbitro: TOG Aklesso Gnama            |

| setembro de 2025 | Madagascar | – | República Centro-Africana |  |
| --:--            |            |   |                           |  |

| setembro de 2025 | Chade | – | Gana |  |
| --:--            |       |   |      |  |

| setembro de 2025 | Mali | – | Comores |  |
| --:--            |      |   |         |  |

| setembro de 2025 | Gana | – | Mali |  |
| --:--            |      |   |      |  |

| setembro de 2025 | Madagascar | – | Chade |  |
| --:--            |            |   |       |  |

| setembro de 2025 | República Centro-Africana | – | Comores |  |
| --:--            |                           |   |         |  |

| outubro de 2025 | Chade | – | Mali |  |
| --:--           |       |   |      |  |

| outubro de 2025 | República Centro-Africana | – | Gana |  |
| --:--           |                           |   |      |  |

| outubro de 2025 | Comores | – | Madagascar |  |
| --:--           |         |   |            |  |

| outubro de 2025 | Gana | – | Comores |  |
| --:--           |      |   |         |  |

| outubro de 2025 | Chade | – | República Centro-Africana |  |
| --:--           |       |   |                           |  |

| outubro de 2025 | Mali | – | Madagascar |  |
| --:--           |      |   |            |  |